# اچ‌ام‌اس ئی۴۳
اچ‌ام‌اس ئی۴۳ (به انگلیسی: HMS E43) یک زیردریایی بود که طول آن ۱۸۱ فوت (۵۵ متر) بود. این زیردریایی در سال ۱۹۱۵ ساخته شد.